# Annamanum subauratum
Annamanum subauratum är en skalbaggsart som beskrevs av Stefan von Breuning 1958. Annamanum subauratum ingår i släktet Annamanum och familjen långhorningar. Inga underarter finns listade i Catalogue of Life.